# La Sauvetat de Sent Gili
La Sauvetat Sent Gili (francès La Salvetat-Saint-Gilles) és un municipi del departament francès de l'Alta Garona, a la regió d'Occitània.